# Cydistomyia inopinata
Cydistomyia inopinata är en tvåvingeart som beskrevs av H. Oldroyd 1949. Cydistomyia inopinata ingår i släktet Cydistomyia och familjen bromsar. Inga underarter finns listade i Catalogue of Life.